# ABC (band)
ABC is een Engelse newwaveband uit Sheffield met zanger Martin Fry, die in de jaren 80 succesvol was met de albums The Lexicon Of Love, How To Be A Zillionaire en Alphabet City. In 2016 maakte de band een comeback met het album The Lexicon Of Love II.

## Geschiedenis

### 1980-1986
ABC ontstond in 1980 toen Martin Fry zich aansloot bij Vice Versa - deze band uit Sheffield was opgericht in 1977 en werd gevormd door de synthesizer-spelers Stephen Singleton en Mark White.
In 1982 verscheen het debuutalbum The Lexicon of Love met de hits Poison Arrow, The Look of Love en All of my Heart. Producer was Trevor Horn die de bandleden ook liet meespelen op het laatste Buggles-album.
Daarna werd de samenwerking met Horn verbroken en stapte drummer David Palmer over naar Yellow Magic Orchestra. Medio 1983 verscheen het tweede album Beauty Stab met de hit That Was Then, But This Is Now over de Koude Oorlog.
Nadat ook Steve Singleton vertrok werd ABC feitelijk tot een duo teruggebracht. In 1985 werd How To Be A Zillionaire uitgebracht, in commercieel opzicht het succesvolste album van de band. De single How To Be A Millionaire behaalde de top 20 in de VS en Be Near Me werd daar een Top 10-hit.

### 1987-1997
In 1987 scoorde ABC de laatste grote hit met When Smokey Sings, een ode aan soulzanger Smokey Robinson die de tot duo teruggebrachte groep tegenkwam in de Toppop-studio. De tweede single van het album Alphabet City - The Night You Murdered Love - bereikte de Top 10 en werd de grootste chart-hit van de band in Nederland. Ook King Without A Crown behaalde de Top 40.
Na het minder succesvolle Up) uit 1989 werd in 1990 de hitverzamelaar Absolutely uitgebracht en schoot naar #7 in de Engelse Album Top 40.
ABC is dan inmiddels ingehaald door muziekstijlen als house en doordat Mark White helemaal uit beeld verdween bleef alleen Martin Fry over. Abacadabra (1991) - nog met White - scoorde minder en ook Skyscraping (1997) - met enkel nog Fry aan boord - haalde niet het commerciële succes van de eerste vier albums. Het album was wel de start van ABC's carrière als liveband.

### 2001-2008
In 2001 verscheen het verzamelalbum The Look Of Love - The Very Best Of ABC - met daarop de nieuwe nummers Blame en Peace And Tranquality - en ging de band op tour met Robbie Williams.
De muziekzender VH1 deed in 2004 een poging om de Lexicon of Love-bezetting bijeen te krijgen voor een eenmalig reünieconcert. Steve Singleton en Mark White wilden hier niet aan meewerken; David Palmer, sinds 1990 vaste drummer bij Rod Stewart, zei wel ja. Voor dit concert werd een beroep gedaan op Kajagoogoo-bassist Nick Beggs, en ook de overige leden zijn afkomstig uit jaren 80-groepen waarmee ABC op Goud van Oud-festivals optreedt.
In 2008 verscheen het album Traffic waarvoor Fry met o.a. David Palmer de songs schreef en produceerde. Gary Langan - de engineer van The Lexicon Of Love en producer van Beauty Stab - werkte ook mee aan het album. All Music noemde het album "the hidden gem of the ABC catalogue". De single For The Very First Time belandde op de A-list van BBC Radio 2.
In 2014 maakten Mark White en Steve Singleton een comeback als Vice Versa.

### 2016-nu
In 2016 verscheen het album The Lexicon of Love II met onder meer de singles Viva Love, Flames Of Desire en Ten Below Zero. Het album kwam de Engelse album Top 100 binnen op #5. ABC was weer veelvuldig te zien op onder meer televisieprogramma's van de BBC en deed een uitverkochte tour door het Verenigd Koninkrijk met orkest onder leiding van oudgediende Anne Dudley. Samen vertolkten ze The Lexicon Of Love in zijn geheel, plus songs van The Lexicon Of Love II en greatest hits.
In december van dat jaar bracht de band voor het eerst een kerst ep uit; A Christmas We Deserve bevat eveneens akoestische versies van Viva Love, The Love Inside The Love en klassieker The Look Of Love.

## Bandleden
- Martin Fry - leadzang (1980-heden)
- David Palmer - drums (1982, 2004-2009)

### Voormalige bandleden
- Glenn Gregory - zang (1995–1997)
- Keith Lowndes - gitaar (1995–1997)
- Stephen Singleton - saxofoon (1980–1984)
- Mark Lickley - basgitaar (1980–1982)
- David Robinson - drums (1980–1982)
- Fiona Russell-Powell ) - zang (1985)
- Mark White - gitaar, keyboards (1980–1992)
- David Yarritu - zang (1985)
- Gary Moberley - keyboards (Fairlight programming)(80's)

## Discografie

### Albums
| Album met eventuele hitnotering(en) in de Nederlandse Album Top 100 | Datum van verschijnen | Datum van binnenkomst | Hoogste positie | Aantal weken | Opmerkingen |
| ------------------------------------------------------------------- | --------------------- | --------------------- | --------------- | ------------ | ----------- |
| The Lexicon of Love                                                 | 1982                  | 17-7-1982             | 19              | 17           |             |
| Alphabet City                                                       | 1987                  | 17-10-1987            | 22              | 18           |             |

| Album met hitnotering(en) in de Vlaamse Ultratop 200 albums | Datum van verschijnen | Datum van binnenkomst | Hoogste positie | Aantal weken | Opmerkingen |
| ----------------------------------------------------------- | --------------------- | --------------------- | --------------- | ------------ | ----------- |
| The Lexicon of Love II                                      | 2016                  | 04-06-2016            | 129             | 1            |             |

### Singles
| Single met eventuele hitnotering(en) in de Nederlandse Top 40 | Datum van verschijnen | Datum van binnenkomst | Hoogste positie | Aantal weken | Opmerkingen                                                                              |
| ------------------------------------------------------------- | --------------------- | --------------------- | --------------- | ------------ | ---------------------------------------------------------------------------------------- |
| Poison Arrow                                                  | 1982                  | 20-3-1982             | 13              | 6            | Veronica Alarmschijf Hilversum 3 / #13 in de TROS Top 50 / #18 in de Nationale Hitparade |
| The Look of Love                                              | 1982                  | 29-5-1982             | 12              | 7            | #11 in de Nationale Hitparade / #11 in de TROS Top 50                                    |
| All of My Heart                                               | 1982                  | 11-9-1982             | 19              | 5            | Veronica Alarmschijf Hilversum 3 / #19 in de TROS Top 50 / #20 in de Nationale Hitparade |
| That Was Then but This Is Now                                 | 1983                  | 19-11-1983            | tip6            | 4            | #38 in de Nationale Hitparade                                                            |
| When Smokey Sings                                             | 1987                  | 20-6-1987             | 11              | 7            | AVRO's Radio en TV-Tip Radio 3 / #13 in de Nationale Hitparade Top 100                   |
| The Night You Murdered Love                                   | 1987                  | 17-10-1987            | 10              | 7            | TROS Paradeplaat Radio 3 / #9 in de Nationale Hitparade Top 100                          |
| King Without a Crown                                          | 1988                  | 16-1-1988             | 31              | 3            | #25 in de Nationale Hitparade Top 100                                                    |

| Single met hitnotering(en) in de Vlaamse Ultratop 50 | Datum van verschijnen | Datum van binnenkomst | Hoogste positie | Aantal weken | Opmerkingen |
| ---------------------------------------------------- | --------------------- | --------------------- | --------------- | ------------ | ----------- |
| Poison Arrow                                         | 1982                  | 3-4-1982              | 19              | 6            |             |
| The Look of Love                                     | 1982                  | 19-6-1982             | 16              | 6            |             |
| All of My Heart                                      | 1982                  | 25-9-1982             | 10              | 7            |             |
| When Smokey Sings                                    | 1987                  | 4-7-1987              | 12              | 8            |             |
| The Night You Murdered Love                          | 1987                  | 17-10-1987            | 17              | 8            |             |
| King Without a Crown                                 | 1988                  | 23-1-1988             | 16              | 3            |             |
| Viva Love                                            | 2016                  | 11-6-2016             | tip12           | -            |             |
| The Flames of Desire                                 | 2016                  | 3-9-2016              | tip38           | -            |             |

### NPO Radio 2 Top 2000
| Nummers met noteringen in de NPO Radio 2 Top 2000 | '99 | '00  | '01  | '02  | '03  | '04  | '05  | '06  | '07  | '08  | '09  | '10  | '11  | '12  | '13  | '14  | '15  | '16  | '17  |
| ------------------------------------------------- | --- | ---- | ---- | ---- | ---- | ---- | ---- | ---- | ---- | ---- | ---- | ---- | ---- | ---- | ---- | ---- | ---- | ---- | ---- |
| All of My Heart                                   | 955 | 793  | 597  | 803  | 840  | 1070 | 1167 | 1319 | 1017 | 1056 | 1505 | 1390 | 1664 | 1671 | 1834 | 1488 | 1700 | 1778 | 1709 |
| Poison Arrow                                      | -   | 1520 | 1581 | 1832 | 1871 | 1847 | -    | -    | -    | -    | -    | -    | -    | -    | -    | -    | -    | -    | -    |
| The Look of Love                                  | 746 | 842  | 422  | 775  | 780  | 1043 | 1230 | 1284 | 993  | 1016 | 1817 | 1552 | 1945 | 1860 | -    | -    | -    | -    | -    |

1. ↑  Een '-' betekent dat het nummer niet was genoteerd en een vetgedrukt getal geeft de hoogste notering van een nummer aan.
2. ↑  Deze tabel is bijgewerkt tot en met de meest recente editie (2024).